# Abbaye de Savigny
Pour les articles homonymes, voir Abbaye de Savigny (homonymie).
L'abbaye de Savigny est une ancienne abbaye de l'ordre de Savigny, puis cistercienne, située sur le territoire de la commune française de Savigny-le-Vieux, dans le département de la Manche, en région Normandie. Fondée en 1112-1113 par Raoul de Fougères et son épouse Amicia pour l'ermite Vital de Mortain, elle devint abbaye-mère de l'ordre de Savigny et fut chef-d'ordre de 74 monastères. En 1147, elle s'affilia, avec tout l'ordre savignien, à l'ordre de Cîteaux, dont elle était spirituellement proche.
L'ancienne abbaye est partiellement classée au titre des monuments historiques.

## Historique

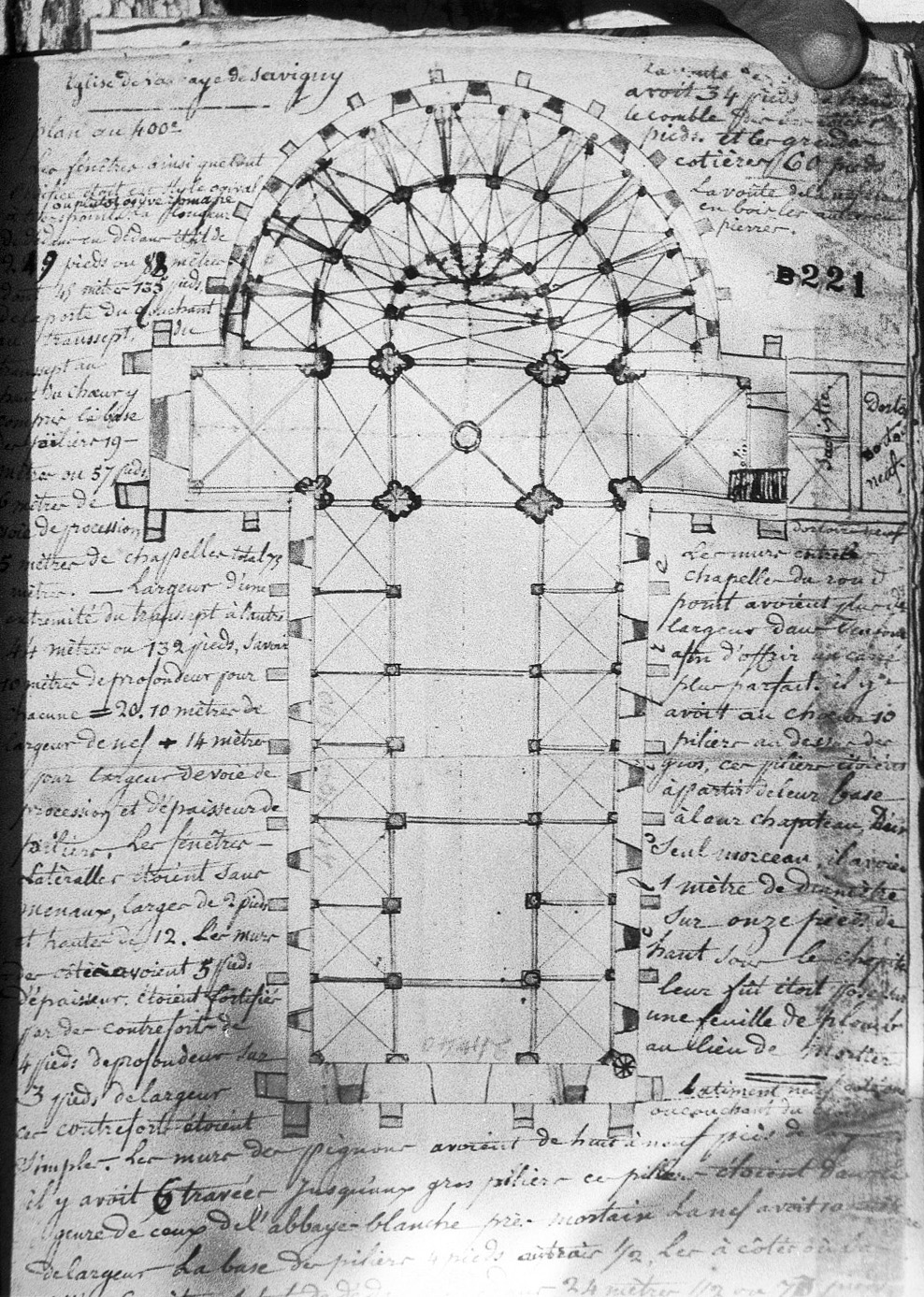
Plan de l'église abbatiale de Savigny dessiné par l'abbé Lemesle vers 1859.

Vital de Mortain, né vers 1050, à Tierceville, près de Bayeux, fut chapelain de Robert de Mortain et chanoine de la collégiale de Mortain. Ses nombreux talents et qualité lui valurent une réputation méritée. L'ermitage qu'il avait créé à Dompierre en Mantilly (conformément à ses goûts de retraite) était devenu insuffisant pour les nombreux solitaires qui se joignaient à lui.
En 1112, Vital fonde l'abbaye de Savigny, au milieu d'une forêt sauvage obtenue auprès de Raoul de Fougères. Et la quasi-totalité des dons du duc de Normandie Henri Ier en faveur de Savigny sont localisés dans le Passais .
(Raoul refuse le départ Vital dont les prières le sauvent alors qu'il tombe malade). La communauté réunie autour de Vital s'établit de façon assez sommaire près du ruisseau du Moulin du Pré, « sur les ruines de l'ancien château des seigneurs de Fougères », écrit Dom Auvry ; peu à peu, les dépendances s'élèvent et la première église en bois, commencée par saint Vital, achevée par son successeur saint Geoffroy, est dédicacée en 1124 et dédiée à la Sainte Trinité. À cette fête assistent les évêques d'Avranches et des diocèses voisins, les seigneurs des environs venus reconnaître la nouvelle abbaye et offrir leurs libéralités ; le fils de Raoul Ier, le baron Henri de Fougères, qui d'ailleurs se fera moine à Savigny, se distingue par sa générosité, suivant en cela l'exemple de son père.
Il s'agit d'un monastère double : un monastère d'hommes, auquel est associé un monastère de femmes, cinq-cents pas plus loin, à « la Prise aux Nonnes », à l'entrée de la forêt. En 1120, les moniales sont déplacées au prieuré de la Blanche (ou abbaye Blanche), près de Mortain. L'abbaye se développe rapidement et saint Vital meurt en 1122 après avoir fondé trois nouvelles maisons. Geoffroy, abbé de 1122 à 1139, organise la vie claustrale et institue le premier chapitre. La communauté compte alors plus de cent moines et elle essaime surtout en Normandie et en Angleterre.
À ce stade de son évolution, l'abbaye de Savigny compte treize monastères en Angleterre et un à Dublin : leur nombre croît régulièrement. Cette extension considérable commence à poser un problème : certaines abbayes anglaises souhaitent s'affranchir de la tutelle de l'abbaye-mère de Savigny, principalement celle de Furness qui a déjà essaimé sur plusieurs sites. Pour éviter toute sécession, après avoir pris conseil près de saint Bernard, Serlon, quatrième abbé de la congrégation, choisit de réunir la famille de Savigny à celle de Cîteaux dont elle se sent très proche ; l'intégration se fait en 1147 avec l'accord du Pape Eugène III. Savigny est intégrée dans l'ordre comme fille de Clairvaux ; elle adopte l'habit et les règles de Cîteaux. Par décision du chapitre général, son abbé prend rang après les cinq abbés primaires, avec le statut de père immédiat sur les monastères qui en dépendaient jusqu'ici. Ce statut fut modifié en 1215 lorsque l'abbaye de Pruilly obtient de prendre rang avant Savigny .
L'église abbatiale, qui subsistait en 1789, fut construite en 1200-1230. L'archevêque de Rouen la consacre en 1220. Cinq religieux de cette abbaye ont eu les honneurs de la canonisation :
- saint Vital ;
- saint Geoffroy ;
- saint Pierre d'Avranches ;
- saint Guillaume ;
- saint Hamon ;

auxquels il faut ajouter sainte Adeline, sœur de saint Vital, qui fonda l'abbaye blanche de Mortain. La translation définitive de leurs reliques eut lieu en l'an 1248.
En 1172, le roi d'Angleterre y rencontre les émissaires du pape concernant l'assassinat de Thomas Becket. Le vendredi 17 avril 1256, Saint Louis se recueillit à l'abbaye. L'édifice est endommagé après le débarquement d'Henri V en 1417, à Touques.
En mars 1465, par ses lettres patentes, le roi Louis XI (1423-1483) confirma sa protection royale octroyée par ses prédécesseurs. Le sac de l'abbaye de Savigny par les calvinistes, en 1562, avait porté un rude coup à ce monastère, qui depuis lors périclita. Elle fut pillée et brûlée par les Protestants compagnons de Gabriel de Montgomery. Pierre-Daniel Huet, évêque d'Avranches s'y rend en 1696. La Révolution de 1789 expulse les quatorze moines qui forment encore une communauté digne de ce nom et, depuis, un vandalisme cupide acheva de détruire l'important chef-d'œuvre. Le mobilier fut vendu, les bâtiments furent détruits pour servir de carrière de pierre.

## Description

Plan de l'abbaye.

L'architecture de l'abbaye, était gigantesque avant sa destruction quasi-totale au XIXe siècle : superficie de l'église abbatiale de 3 256 m2, 82 m de longueur, 50 m de largeur au niveau du transept, 27 m au niveau de la nef, flèche de 70 m, quinze autels, soixante-seize vitraux et trois rosaces de six mètres. Son chevet à cinq chapelles rectangulaires inscrites dans une enveloppe demi-circulaire reproduisait ceux de Clairvaux et de Pontigny.

### Ruines de l'abbaye
C'est Joseph Porphyre Jacquemont (1759), régisseur des domaines du duc d'Orléans qui acheta en 1793, pour le dixième de sa valeur l'ensemble de l'abbaye.
Après sa vente à la Révolution française, comme bien national, l’abbaye est devenue une carrière de pierre, les démolisseurs s’employant à arracher, y compris à l'aide d'explosifs, tous matériaux de construction et en particulier les pierres de taille de parements des murs, ne laissant souvent que quelques moignons de la grosse maçonnerie interne, moellons hourdés au mortier de chaux.
Il ne resterait sans doute rien aujourd’hui de cette très importante abbaye, ancien chef-d’ordre, si, au milieu du XIXe siècle, Arcisse de Caumont n’était intervenu en achetant de ses deniers le vestige le plus connu dit « porte Saint-Louis » qui donnait accès du cloître au grand réfectoire : c'est cette partie qui est classée aux monuments Historiques. Divers dégagements ont été faits alors, mais depuis cette période la végétation et le lierre avaient recouvert les parties hautes des ruines, enserrant les maçonneries et les pénétrant profondément.

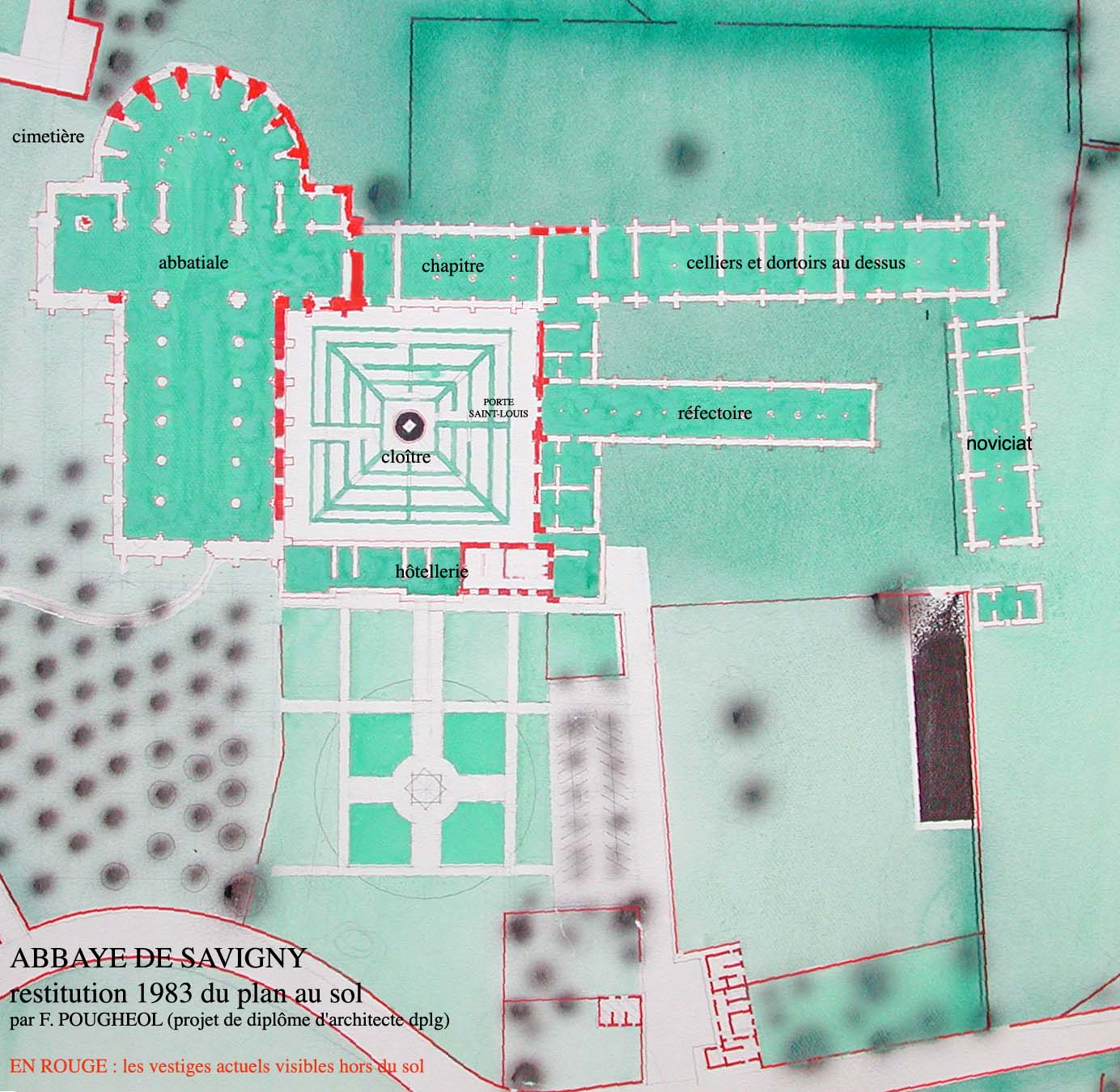
Plan de l'abbaye de Savigny, par François Pougheol, 1983.

Les vestiges aujourd’hui conservés sont les restes très irréguliers en hauteur (0 à 7 m) d'une muraille épaisse de 0,80 à 2 m qui constituait la séparation du cloître du réfectoire aujourd’hui disparu et des différents corps de bâtiments annexes, comme le cellier ou les cuisines, eux aussi disparus, la porte géminée du réfectoire (porte Saint-Louis) avec son décor géométrique, la léproserie et sa chapelle. L’église abbatiale présentait un aspect encore plus ruiné, avec des pans de murs très diminués ou des remplissages de maçonneries laissés par les démolisseurs du XIXe siècle après l’arrachage des pierres de taille.
Des travaux de dégagement et cristallisation des ruines subsistant hors sol ont été entrepris en deux phases, entre 2003 et 2009, par la Communauté de communes de Saint-Hilaire du Harcouët, propriétaire des lieux. Ces travaux, conduits par François Pougheol, architecte du patrimoine, visaient à sauver durablement les vestiges, sans leur faire perdre leur caractère de ruines. En 1983, cet architecte avait tenté une restitution du plan complet de l'abbaye, en se fondant entre autres sur les notes et dessins de l'abbé Lemesle, curé de Savigny au milieu du XIXe siècle.
Divers éléments du mobilier religieux et funéraires de l'abbaye se trouvent de nos jours dans l'église paroissiale de Savigny : bas-reliefs, statues, tombeaux.

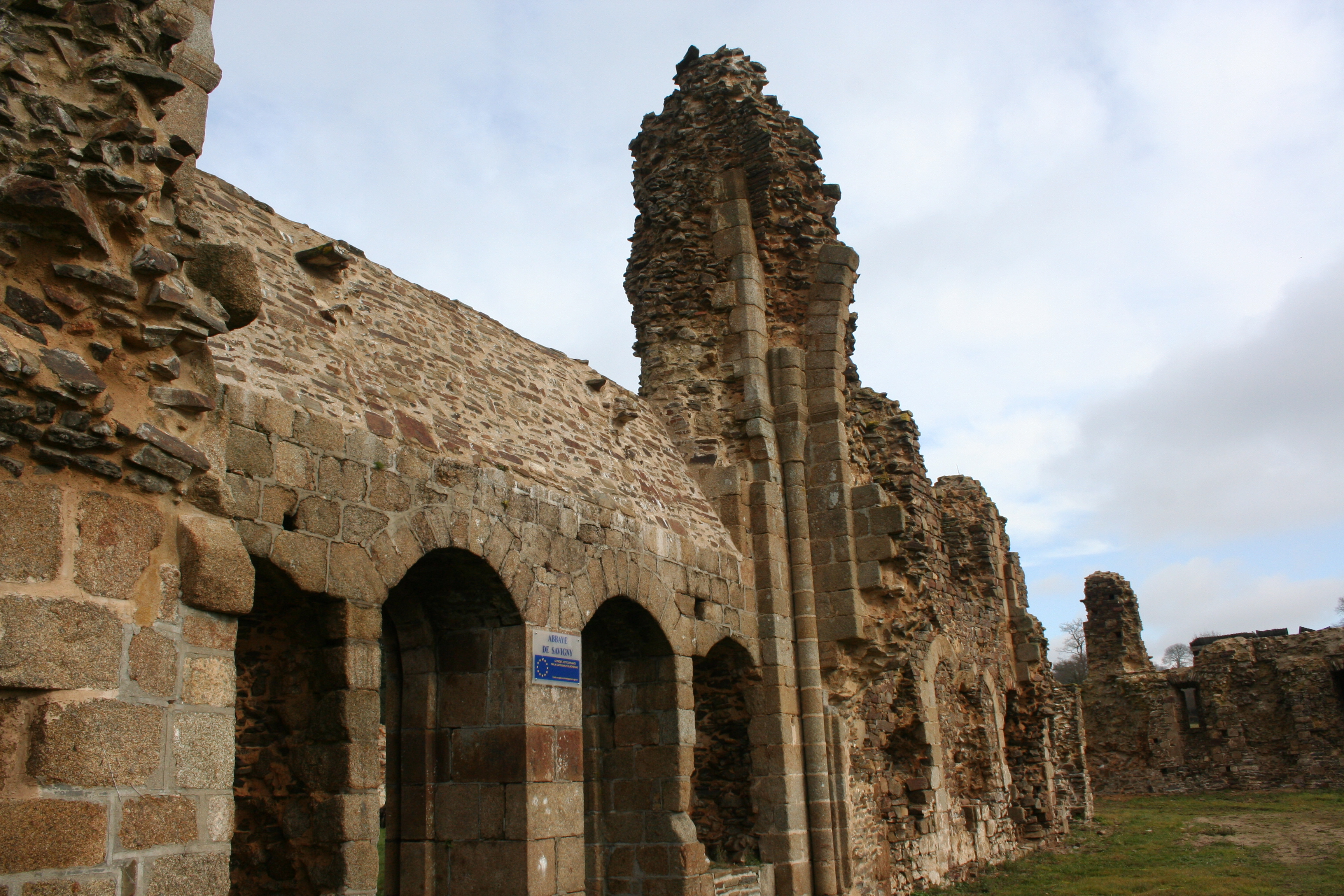
Le mur sud du cloître, vu de l'emplacement du réfectoire.
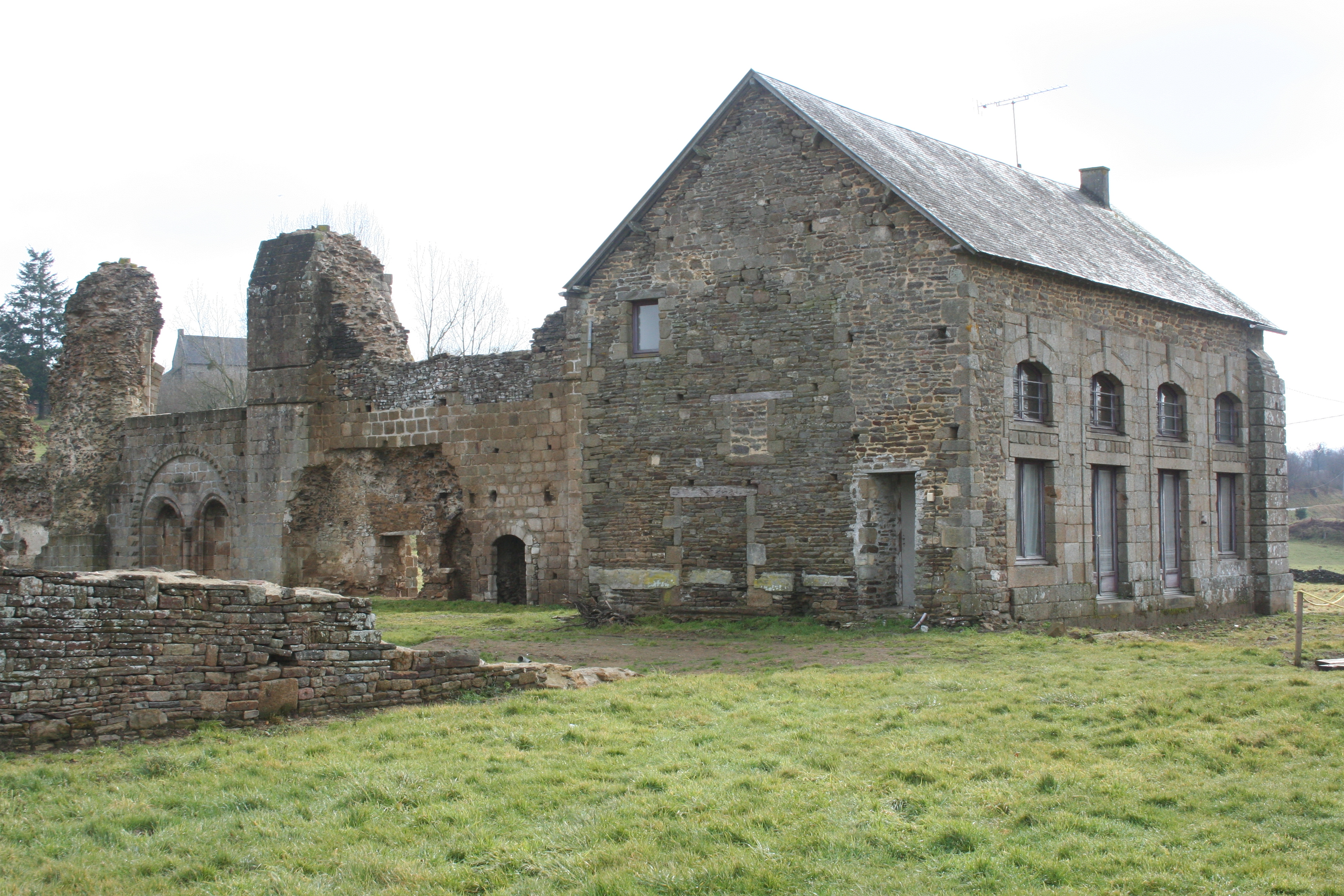
Le mur sud du cloître et le bâtiment d'accueil.
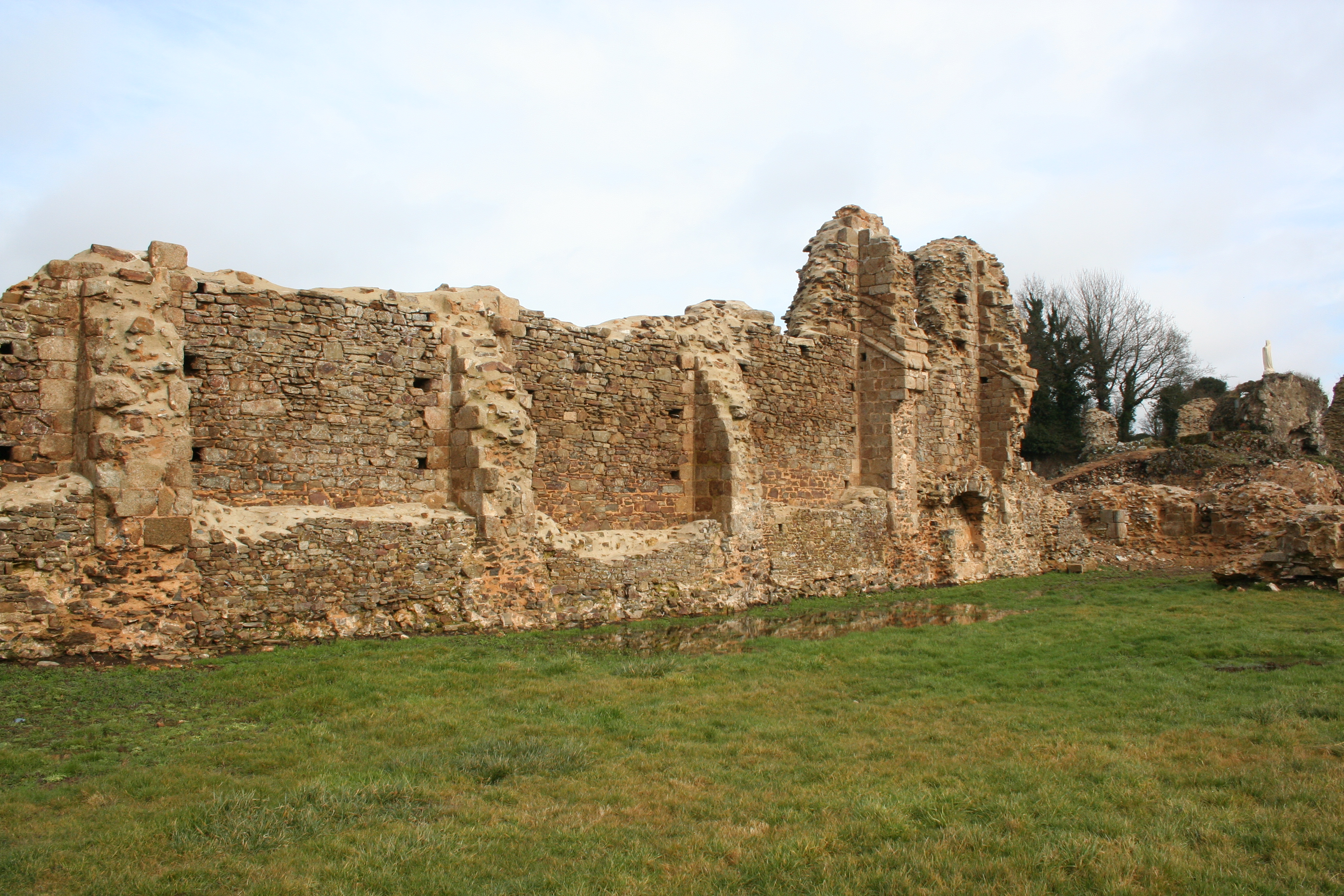
Le mur nord du cloître et des contreforts de l'église abbatiale.

## Protection
La double porte de l'ancien réfectoire au sud de l'église et les contreforts attenants de chaque côté sur une longueur totale de treize mètres sont classés au titre des monuments historiques par décret du 4 juin 1924.

## Liste des abbés
Abbés réguliers
- 1112 - 1122 : Vital de Mortain, fondateur
- 1122 - 1139 : Geoffroy
- vers 1147 : Serlon
- vers 1154 : Richard
- 1161 - 1170 : Milon
- Josselin
- vers 1179 : Simon
- 1229 - 1242 : Étienne de Lexington (1198-1258), précédemment abbé de Stanley, ensuite abbé de Clairvaux
- 1261 - : Jean de Ballou, précédemment abbé de Saint-André-de-Gouffern
- 1415 - : neveu de Philippe de Thurey

Abbés commendataires
- 1499-1510 : Louis de Bourbon-Vendôme, également évêque d'Avranches, abbé de l'abbaye Saint-Georges-du-Bois[15], et prieur du prieuré Saint-Thomas d'Épernon[16].
- 1512 - : Louis d'Estouteville, précédemment abbé de Valmont et de Hambye
- Charles-François de La Vieuville († 1676), évêque de Rennes
- Henry de La Vieuville, frère du précédent
- 1691 - : Jacques Bénigne Bossuet (1664-1743), évêque de Troyes

## Terriers, propriétés, revenus, dépendances

### Églises données à l'abbaye
- Église de Lapenty, en 1135 par Richard de Beaufou, évêque d'Avranches, qui en a donné le patronage[17].

### Granges dépendant de l'abbaye
Grands bienfaiteurs de Savigny, Robert III et André II de Vitré donnent de nombreuses terres à l'abbaye qui participe à la mise en valeur des campagnes du Rennais. Sont ainsi fondées quatre granges devenues prieurés.
- Grange de Fayel, fondée près de Saint-Melaine sur des terres données à l'abbaye en 1167.
- Grange de Vaux, près de Cesson. Un château du XIXe siècle l'a depuis remplacé[19].
- Grange de Louvigné, près d'Acigné.
- Grange de Champfleury, près de Liffré.